# La Chaux-de-Fonds International 1998
Die La Chaux-de-Fonds International 1998 im Badminton fanden vom 5. bis zum 8. Februar 1998 statt. Auf der IBF-Turnierskala erreichte es die Wertung A.

## Die Sieger und Platzierten
| Disziplin    | Gold                                 | Silber                          | Bronze                                   |
| ------------ | ------------------------------------ | ------------------------------- | ---------------------------------------- |
| Herreneinzel | Thomas Wapp                          | Marek Bujak                     | Jean-Frédéric Massias                    |
| Herreneinzel | Thomas Wapp                          | Marek Bujak                     | Björn Decker                             |
| Dameneinzel  | Nicole Grether                       | Katja Michalowsky               | Stefanie Müller                          |
| Dameneinzel  | Nicole Grether                       | Katja Michalowsky               | Anika Sietz                              |
| Herrendoppel | Harald Koch Jürgen Koch              | Mihail Popov Svetoslav Stoyanov | Morten Bundgaard Rémy Matthey de l’Etang |
| Herrendoppel | Harald Koch Jürgen Koch              | Mihail Popov Svetoslav Stoyanov | Uwe Ossenbrink Thomas Tesche             |
| Damendoppel  | Stefanie Müller Erica van den Heuvel | Nicol Pitro Anika Sietz         | Sandra Beißel Nicole Grether             |
| Damendoppel  | Stefanie Müller Erica van den Heuvel | Nicol Pitro Anika Sietz         | Neli Boteva Diana Koleva                 |
| Mixed        | Christian Mohr Erica van den Heuvel  | Stephan Kuhl Nicol Pitro        | Svetoslav Stoyanov Diana Koleva          |
| Mixed        | Christian Mohr Erica van den Heuvel  | Stephan Kuhl Nicol Pitro        | Joachim Tesche Wiebke Schrempf           |

## Finalergebnisse
| Disziplin    | Sieger                               | Finalist                        | Ergebnis           |
| ------------ | ------------------------------------ | ------------------------------- | ------------------ |
| Herreneinzel | Thomas Wapp                          | Marek Bujak                     | 9–6, 11–8, 9–6     |
| Dameneinzel  | Nicole Grether                       | Katja Michalowsky               | 9–5, 9–6, 9–6      |
| Herrendoppel | Harald Koch Jürgen Koch              | Mihail Popov Svetoslav Stoyanov | 6–9, 9–2, 9–4, 9–6 |
| Damendoppel  | Stefanie Müller Erica van den Heuvel | Nicol Pitro Anika Sietz         | w.o.               |
| Mixed        | Christian Mohr Erica van den Heuvel  | Stephan Kuhl Nicol Pitro        | 9–3, 9–5, 9–6      |